# マイナンバーカード

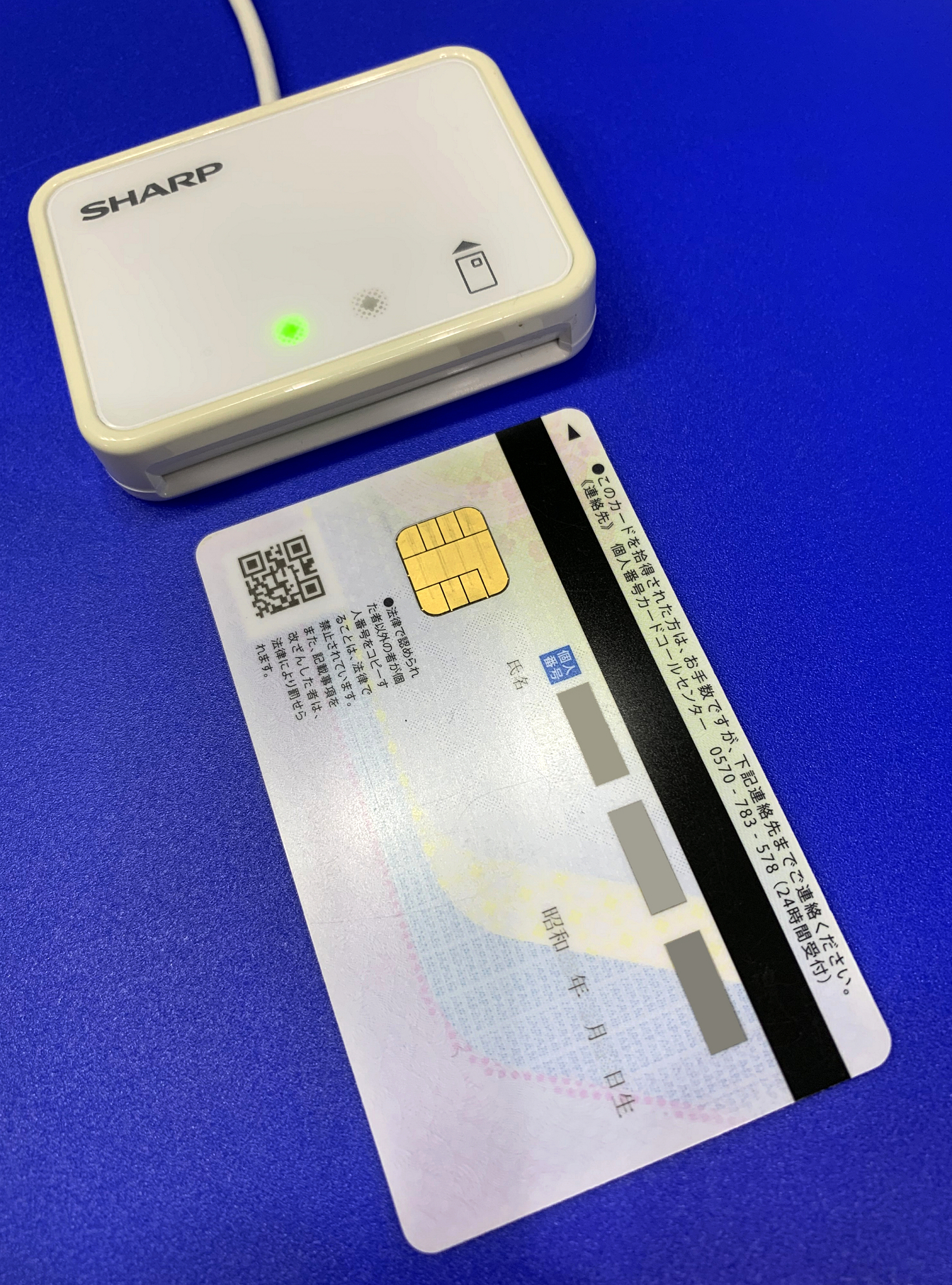
接触型ICカードリーダライタとマイナンバーカード（裏面）

マイナンバーカード（英: Individual Number Card）は、数字12桁の個人番号（以降「マイナンバー」と表記）が記載された日本のICカード身分証である。正式名称は、個人番号カード（こじんばんごうカード）という。
表面には氏名、住所、生年月日、性別、本人の顔写真、臓器提供の意思表示欄、右上部にPRキャラクター「マイナちゃん」のシンボルマーク頭部、裏面にはマイナンバーの記載、個人認証機能のみ出来るICチップがあり、本人確認における身分証明書、本人が設定したパスワードを用いたe-Tax等の電子証明書を利用した電子申請やコンビニエンスストア等での証明書交付など様々な官民のオンラインサービスに利用できる。マイナンバーカードのICチップ内には電子証明書機能があり、「公的個人認証サービス」が使用できる。利用者証明用電子証明書（りようしゃしょうめいようでんししょうめいしょ）と顔認証（又は暗証番号）を利用し、「マイナ保険証」（マイナほけんしょう）としても用いられている。ICチップ内に専用アプリケーションを組み込み運転免許証機能を持つ、「マイナ免許証」としても利用可能。

## 概要
マイナンバーカード（個人番号カード）は、日本において「行政手続における特定の個人を識別するための番号の利用等に関する法律（平成25年法律第27号）」（マイナンバー法）に基づき発行される、プラスチック製のICカード。市町村・特別区が、住民のうち希望者へ当面の間無料で交付する。2016年（平成28年）1月に交付が開始された。前述のように身分証明書をはじめ、マイナンバー（個人番号）を証明するための書類として利用できる。カードのICチップに格納されている署名用電子証明書・利用者電子証明書は、民間や行政のオンライン手続きなどに利用可能で、幅広いサービスに利用されている（ マイナンバーカードの利用 を参照）。
マイナンバーカードを取得するか否かは任意であり、外出の際にマイナンバーカードを携帯する義務はない。2025年7月末時点で人口の79.2 %に当たる9852万人が保有している。

### 略称（マイナカード、マイナ保険証、マイナ免許証、マイナ経歴証明書）
マイナンバーカードを「マイナカード」、マイナンバーカードの健康保険証としての利用を「マイナ保険証」、運転免許証との一体化を「マイナ免許証」、運転経歴証明書との一体化を「マイナ経歴証明書」と表記する場合がある。

#### マイナカード
メディアにおいては、見出しのみならず記事本文内でも「マイナカード」と表記する事例が存在する。行政機関では、地方自治体が用いる事例はあるが、中央省庁で書面等に「マイナカード」の呼称が使われることは無い。一方、2023年8月4日に行なわれた岸田文雄首相の記者会見では、冒頭発言において「マイナカード」の呼称が複数回使用された。口頭表現としては政府の公式な場でも用いる状況となっている。

#### マイナ保険証・マイナ免許証・マイナ経歴証明書
- マイナ保険証：メディアはもとより、中央省庁においても、正式な書面[17]や、WEBサイト[18]、ポスター・パンフレット[19]、イベント[20]、キャンペーン[21]等で「マイナ保険証」の呼称を使用している。
- マイナ免許証・マイナ経歴証明書：デジタル庁[7]、警視庁[8]、政府広報[22]等で公式に「マイナ免許証」の呼称を使用している。

但し、「マイナ」のみを切り取ったり、「マイナ○○」と記述すること（マイナ普及、マイナ活用、マイナ手続き、マイナ返納、マイナ反対、マイナ保有率、マイナトラブル、マイナ読み取り、マイナ義務化など）は、その内容がマイナンバー（個人番号）制度を指しているのかマイナンバーカードの事なのかを判別しづらく、#マイナンバーとマイナンバーカードの混同 を招く。

## マイナンバーとマイナンバーカードの混同
マイナンバー（個人番号）は、2015年に住民票のある全ての国民・外国人に付番が完了した12桁の番号そのもので、物理的形態は存在しない。日本国内に住民票を有する全ての住民にはマイナンバーが付されている。これに対してマイナンバーカードは、申請して交付されるプラスチック製のICカードである。本人の氏名、住所、12桁のマイナンバー、顔写真などが印刷されている。
マイナンバーとマイナンバーカードとは、しばしば混同されている。マイナンバーの利用範囲は社会保障、税、災害対策に限定され、これ以外に使用することは違法である。マイナンバーカードは、ICチップの中の電子証明書と「空き領域」を活用し、官民の分野を問わず対面でもオンラインでも本人確認手段として幅広く利用されている。本人確認手段としてのマイナンバーカードの利用では、個人番号（マイナンバー）は使用しない。健康保険証機能（いわゆるマイナ保険証）でも個人番号は使用していない。個人情報の保護については、マイナンバーおよびマイナンバーを含む個人情報は「特定個人情報」として厳格に保護されるが、マイナンバーカードの情報（マイナンバーを含まない部分）には特別の保護規定は存在せず、一般の個人情報として保護される。
大手新聞紙上でもマイナンバーとマイナンバーカードを混同し、意味が通じない記事が見られる。「マイナとひも付け」という表題の記事が、実際には個人番号（マイナンバー）とのひも付けではなくマイナンバーカードを用いた本人確認処理だった事例（2024年2月）、「マイナンバー不使用で300円値上げ」という表題だが個人番号（マイナンバー）は無関係の行政手続きだった事例（2024年6月）も存在する。2024年5月には逆に、個人番号（マイナンバー）とのひも付け誤り事象を「マイナンバーカードのひも付けミス」と報じられた。2025年3月には「マイナンバー搭載スマホ」との見出しが掲げられた。正しくはマイナンバーカード機能のスマートフォン搭載であり、当該記事で紹介されたデモンストレーションで個人番号（マイナンバー）は使用しない。自治体首長からも、個人番号（マイナンバー）とカードを混同した発言が行われている。
| 項目                     | マイナンバー                               | マイナンバーカード |
| ------------------------ | ------------------------------------------ | --- |
| 形態                     | 12桁の番号そのもの。物理的形態は存在しない | 12桁の番号と氏名、住所、写真などを記したICカード （プラスチック製）                                                                |
| 保有方法                 | 自動的に付番される                         | 発行には本人からの申請が必要 |
| 交付状況                 | 2015年11月に付番完了                       | 2016年1月から交付開始 |
| 保有数                   | 約125百万件（全人口）                      | 約9852万枚 |
| 人口に対する保有率       | 100.0 %                                    | 79.2 % |
| 使用範囲                 | 社会保障、税、災害対策                     | 健康保険証（マイナ保険証）、e-Tax、公的個人認証、運転免許証（マイナ免許証）など（ マイナンバーカードの利用 も参照）                |
| 上記の使用範囲以外の応用 | 不可能であり、違法                         | 官民・分野を問わず本人確認手段として利用可能。例：対面やオンラインでの行政手続き、契約行為など（ マイナンバーカードの利用 を参照） |
| 個人情報の保護           | 特定個人情報として厳格に保護される         | 一般の個人情報として保護される |

なお、マイナンバーカードとは原則としてICカード型のものだけを指す。2023年5月11日から、生体認証機能で保護されたスマートフォンへの電子証明書の搭載がAndroidの主要機種で開始されている。これはマイナンバーカードの機能のうち電子証明書機能のみを保有するものであって、マイナンバーカードとは呼ばない。一方で2025年6月24日以降、iOS機種へマイナンバーカードの全機能が搭載可能となる。これは「カード代替電磁的記録」と称する（ #スマートフォン対応 に詳述）。
将来は個人番号を記載しない「ナンバーレス化」も検討されていたが、2028年度に発行予定の次期カードの仕様でも、個人番号の裏面記載は継続する方針である（ #次期マイナンバーカード を参照）。

## カードの普及状況
多くの住民（日本の住民票に登録された日本人および外国人）が保有し、健康保険証利用や公金受取口座の登録が行なわれている。その保有と登録状況は総務省のWEBサイト、およびデジタル庁「マイナンバーカードの普及に関するダッシュボード」で公開されている。総務省サイトは毎週火曜日に、その週の日曜日時点の件数情報へ更新されていたが（保有枚数情報のみ、月次更新）、2025年3月から申請件数と交付枚数の週次公表を取り止め、1日当たり平均件数の公表へ変更した。「マイナンバーカードの普及に関するダッシュボード」はサイトリニューアルのため、2024年1月21日時点データを以て更新停止。同年4月に再開予定だったが、5月へ延期。5月15日更新再開。月次サイクルでの更新となる。

### カードの普及状況
マイナンバーカードの普及状況を示す指標としては、申請件数、交付枚数、保有枚数、健康保険証としての登録数、公金受取口座の登録数がある。

#### 全国
2025年（令和7年）7月末時点での保有枚数（純保有枚数）は全国で約9852万枚。日本の人口に対する保有率は79.2 %。この枚数は、自動車運転免許の保有者数 約8174万人よりも約20 %多い。
2023年7月14日、総務省は、従来発表していた申請件数・交付枚数は「累計」であり、死亡等による廃止分（2023年〈令和5年〉6月末時点で約500万枚。）を含んだものと説明。5月末分より廃止分を差し引いた「純保有枚数」も発表することとした。（廃止・失効の詳細は #廃止・失効 を参照）
2024年7月7日付けの集計で、有効交付枚数（累計）が1億枚を超えた。
有効申請件数（累計）と交付枚数（累計）は、2025年（令和7年）2月を以て公表終了。2月16日時点の有効申請件数（累計）は約1億0959万件。申請率（日本の人口に対する割合）は87.8 %。交付枚数（累計）は全国で約1億0711万枚。日本の人口に対する交付枚数率は85.8 %だった。

#### 自治体別
2022年（令和4年）6月30日のマイナンバーカード交付率公表にて、全国の「特別区・市」区分で初めて宮崎県都城市が80 %を超え、81.3 %となった。2023年（令和5年）4月末時点の発表で新潟県粟島浦村が全国市区町村で初めて100 %を達成（対象者338名）、都城市も「特別区・市」区分にて95.0 %で1位を継続していた。翌2023年（令和5年）5月末時点で、粟島浦村は計算上の交付率が100 %を超過する見込みとなった。これは分母が2022年（令和4年）1月時点の住民基本台帳の人口であること、粟島浦村で取得した後に他の自治体へ転出した者も「粟島浦村での交付者」として計上していること等によるもの。総務省は2023年（令和5年）5月末分より、自治体別の「交付率」の発表を取り止め、代わりに「保有枚数率」を発表するよう改めた。2023年（令和5年）5月末時点で粟島浦村の保有枚数率は80.5 %であった。
発表された保有枚数率は、2025年（令和7年）7月末時点において「特別区・市」区分では兵庫県養父市（92.6 %）、「町村」区分では青森県田子町（91.9 %）が首位である。

### 健康保険証としての利用登録
健康保険証としての利用登録数（累計）は、約8483万枚。マイナンバーカード保有枚数のうちの86.3 %、全人口のうちの68.2 % を占める。

### 公金受取口座の登録
公金受取口座の登録数（累計）は、約6373万枚。マイナンバーカード保有枚数のうちの64.8 %、全人口のうちの 51.2 % を占める。

### 交付金の支給
2022年（令和4年）6月7日、第2次岸田内閣は「デジタル田園都市国家構想基本方針」を閣議決定。交付金の評価にマイナンバーカードの普及状況を用いることを記載した。その後、2022（令和4）年度第2次補正予算の中で、『デジタル田園都市国家構想交付金（デジタル実装タイプ）』を創設。地域のデジタル化事業に対し、マイナンバーカードの申請率も支給要件に加味して交付事業を決めるルールを定めた。あくまでも「デジタル化事業」に対して交付されるものであり、自治体のマイナンバーカード申請率が高いだけで自動的に受け取ることができるものではない。
2022年（令和4年）12月21日、2023（令和5）年度予算の閣僚折衝において、地方交付税交付金内の「地域デジタル社会推進費」に500億円の「マイナンバーカード利活用特別分」を積み増した。マイナンバーカードの交付率に応じて配分する方針。2023年（令和5年）7月28日、「令和5年度普通交付税大綱」を閣議決定。「地域デジタル社会推進費」のうち、500億円分はマイナンバーカードの保有枚数率に応じて決定した。

## 形態・セキュリティ・ICチップ機能
マイナンバーカードは、クレジットカード、日本の運転免許証と同じ寸法のプラスチック製ICカードである（ISO/IEC 7810 ID-1規格）。カードには集積回路が埋め込まれていて、裏面には、ICチップと通信するための端子があるほか、非接触カードリーダーに対応のISO/IEC 14443 Type BのRFID（近距離無線通信）が搭載されている。
その様式は「行政手続における特定の個人を識別するための番号の利用等に関する法律に規定する個人番号、個人番号カード、特定個人情報の提供等に関する命令（平成26年総務省令第85号）」第25条で規定されている。表面には、法令により、持ち主の「本人の写真」「氏名」「住所」「生年月日」「性別」、「マイナンバーカードの有効期限」「旧姓（住民票に記載がある場合）」「通称名（外国人で住民票に記載がある場合）」、写真下右に4桁の「セキュリティーコード」が印刷される。ほかに法令に記載はないが、写真下左に16桁の「製造番号」が記される。裏面は、所有者の「マイナンバー（個人番号）」「氏名」「生年月日」が記される。日本国民の生年月日は戸籍通りに和暦で、在日外国人は西暦で記される。有効期間は西暦で記される。表面はサインパネル（追記欄）があり、住所や記載事項などを変更した場合に記入する。
マイナンバーは、法律で規定された場合以外は他人に告知せず、本カードを身分証明書として使用する際は、表面のみを相手に提示する。法律で規定された業務を行うために必要な場合以外、マイナンバーカードの裏面の複写を保管したりしてはならない。

### 顔写真
2024年12月2日以降、1歳未満の者は顔写真が不要となった。

### ICチップ機能
マイナンバーカードのICチップ内には、次の情報が記録されている。
- 「マイナンバー」(数字12桁)
- 「基本4情報」：「氏名」「性別」「生年月日」「住所」
- 「顔写真」の画像情報（1歳未満の者は顔写真不要[注 29][注 30]）
- 「利用者証明用電子証明書」（「シリアル番号」を含む）とその「秘密鍵」[注 31]
- 「署名用電子証明書」（「シリアル番号」を含む）とその「秘密鍵」[注 32]
- 「住民票コード」
- 4種の「暗証番号（パスワード）」
  - 「券面事項入力補助用暗証番号」(数字4桁)
  - 「利用者証明用電子証明書用暗証番号」(数字4桁)
  - 「住民基本台帳用暗証番号」(数字4桁)
  - 「署名用電子証明書用暗証番号」(英数字6 - 16桁)
- カードアプリケーション機能（ICチップの空き領域の機能）[76]： マイナンバーカードの利用#空き領域の活用 を参照

医療情報などその他プライバシー性の高い情報は役所等各機関のデータサーバー側にあり、ICチップ内には保持していない。チップ内の情報から「本人である」と認証された後にサーバー側のデータが参照可能となる。マイナンバーカード利用時には、カード実物と共に、顔認証または暗証番号による認証も合わせた二要素認証が行なわれる。仮に第三者がカードを得ても、それだけでは医療情報などプライバシー情報を参照することは出来ない。
マイナンバーカードのICカードとしてのオペレーティングシステム (OS) は、カードを製造し納品したメーカーによって異なるものが使われており、カードOS間の互換性はない。現在、複数のメーカーがマイナンバーカードを製造し納品しているが、外部インターフェース仕様を規定することで、どのメーカーが製造し納品したカードでも、ICチップ内の動作が異なるにもかかわらず、カードを利用する外部のシステムとの互換性が保たれるようにしている。マイナンバーカードの製造は、地方公共団体情報システム機構 (J-LIS) が「個人番号カード用ICカード製造業務等」として発注しており、随意契約や一般入札で、NTTコミュニケーションズと凸版印刷の２社が契約し、製造している。

#### シリアル番号
マイナンバーカードの「署名用電子証明書」と「利用者証明用電子証明書」のシリアル番号は、発行番号とも言われ、電子証明書の特定が可能である。マイナンバーカードを活用するサービスにおいて、初回利用時にシリアル番号を記録することで、次回以降のログイン時にシリアル番号を突合せることで利用者を特定することができる。初回の申請時に「署名用電子証明書」を使用した場合でも、地方公共団体情報システム機構を通して、「署名用電子証明書」のシリアル番号から「利用者証明用電子証明書」のシリアル番号を取得することで、ログインで使用する「利用者証明用電子証明書」と突合せることができる。「利用者証明用電子証明書」の有効期限は5年で、「利用者証明用電子証明書」が更新されるとシリアル番号も更新されるが、新「シリアル番号」から旧「シリアル番号」を取得する仕組みがあるため、追尾が可能である。マイナンバーカードを作らない場合や、マイナンバーカードに「利用者証明用電子証明書」を付けない場合は、シリアル番号は発行されない。
マイナンバーカードのマイナ保険証の機能では、マイナンバー（個人番号）ではなく、「利用者証明用電子証明書」の「シリアル番号」を利用し、マイナンバーカードと健康保険証の紐づけが行われている。
地方公共団体情報システム機構（J-LIS）では、民間企業に、マイナンバーカードの「利用者証明用電子証明書」の「シリアル番号」を利用した顧客管理を提案している。総務省自治行政局住民制度課が2015年12月に公表した「個人番号カードの概要及び公的個人認証サービスを活用したオンライン取引等の可能性について」では、
- シリアル番号を使って、オンラインショップやネットバンクが、個人を長期に渡りモニタリングする構想（23、24ページ）
- シリアル番号を使って、プラットフォーム事業者が、一人の利用者の情報を、多数の民間事業者との間で集約、発信する構想（29ページ）

が示されている。

#### マイキーID・マイキープラットフォーム
マイナンバーカードのICチップ内の「公的個人認証部分」（「利用者証明用電子証明書」と「署名用電子証明書」）と「空き領域部分」を合わせて「マイキー部分」と称する。
「マイキーID」とは半角大文字英数（AからZまで26種と0から9まで10種の36種）8桁からなる番号で、「マイナンバーカードのマイキー部分のうち、公的個人認証サービスに対応して本システム利用者が任意で作成し、一意性が確保されたID」である。「公的個人認証サービスに対応して」は、具体的には「利用者証明用電子証明書」の「シリアル番号」にマイキーIDが紐づけされることを意味する。「一意性」があるため、マイキーIDにより、個人は特定される。
「マイキープラットフォーム」はデジタル庁が運営するデータベースで、「マイキーID」に対し「事業者ID」と「サービスID」の組を対応させ、「事業者ID」には決済サービス業者、自治体マイナポイントの事業者、各地の図書館、公共施設などの事業者ごとに付けられるID番号が入り、「サービスID」は各事業者が顧客に付けるID番号（会員番号、利用者番号など）が入る。これにより、「マイキーID」に紐づけられた会員番号などが網羅的に把握できることになり、マイナンバーカード1枚で、ポイントカード、図書館カード、施設利用カードなど何枚ものカードの役割りを代替することができる。逆にプラットフォーム側から見た場合、ある個人がどのような決済システムを利用し、どのような施設の会員になっているか、網羅的に分かることになる。
「マイキープラットフォーム」で保有している個人情報の項目は、e-govサイトの「個人情報ファイル簿」で確認可能である。マイキープラットフォームはマイキーIDに「利用者証明用電子証明書」の「シリアル番号」も紐づけされ、マイナンバーカードが更新の場合や、「利用者証明用電子証明書」が更新の場合も追跡可能である。この機能により、本人が「マイキーID」を失効させて後日新たな「マイキーID」を取得した場合も、同一人物の識別が可能である。

### 暗証番号、パスワード
マイナンバーカードには、ICチップに搭載される4種のアプリケーション (AP) のうち3種に対応するため、以下の4種類の暗証番号（パスワード）が使用される。
- 「券面事項入力補助用暗証番号」(数字4桁)
- 「利用者証明用電子証明書用暗証番号」(数字4桁)
- 「住民基本台帳用暗証番号」(数字4桁)
- 「署名用電子証明書用暗証番号」(英数字6 - 16桁)

| ICチップ内の情報                                            | ICチップ内のAP     | 暗証番号                             | アクセスコントロール       |
| ----------------------------------------------------------- | ------------------ | ------------------------------------ | -------------------------- |
| 基本4情報（氏名、住所、生年月日、性別）の画像、顔写真の画像 | 券面AP             | なし                                 | 照合番号A または 照合番号B |
| マイナンバーの画像                                          | 券面AP             | なし                                 | 照合番号A                  |
| 基本4情報（氏名、住所、生年月日、性別）                     | 券面事項入力補助AP | 券面事項入力補助用（数字4桁）        | 暗証番号 または 照合番号B  |
| マイナンバー                                                | 券面事項入力補助AP | 券面事項入力補助用（数字4桁）        | 暗証番号 または 照合番号A  |
| 利用者証明用電子証明書                                      | JPKI-AP            | 利用者証明用電子証明書用（数字4桁）  | 暗証番号                   |
| 署名用電子証明書                                            | JPKI-AP            | 署名用電子証明書用（英数字6 - 16桁） | 暗証番号                   |
| 住民票コード（11桁）                                        | 住基AP             | 住民基本台帳用（数字4桁）            | 暗証番号                   |

- 照合番号Aは、個人番号（マイナンバー）（12桁）である。
- 照合番号Bは「生年月日」（6桁）、「カード有効期限年」（4桁）、「セキュリティーコード」（4桁）の14桁の数字。「セキュリティーコード」（4桁）は、マイナンバーカード表面の左下に記載された4桁の数字である[注 25]。照合番号Bは、マイナ保険証の顔認証プロセスや、「個人番号カード対応版券面事項表示ソフトウェア[93]」「マイナンバーカード対面確認アプリ」等で使用されている。（ マイナ保険証 、#偽造対策 を参照）
- 4種の暗証番号：券面事項入力補助用（数字4桁）、利用者証明用電子証明書用（数字4桁）、署名用電子証明書用（英数字6 - 16桁）、住民基本台帳用（数字4桁）は、全てマイナンバーカードのICチップ内に格納されている[9]。
- 暗証番号（パスワード）の変更は、パソコンとICカードリーダライタがあれば可能である[94]。

#### 暗証番号の失念・再設定
暗証番号は一定回数連続して誤るとロックが掛かり、使用不能となる。
| 暗証番号                                      | ロック回数            | ロック解除（再設定）                               |
| --------------------------------------------- | --------------------- | -------------------------------------------------- |
| 署名用電子証明書（英数字6 - 16桁）            | 連続5回誤ると使用不能 | 住民票所在地の役所、一部郵便局、またはコンビニ端末 |
| 利用者証明用電子証明書（数字4桁）             | 連続3回誤ると使用不能 | 住民票所在地の役所、一部郵便局、またはコンビニ端末 |
| 券面事項入力補助用、住民基本台帳用（数字4桁） | 連続3回誤ると使用不能 | 住民票所在地の役所。コンビニ端末での初期化は不可   |

2024年1月19日、総務省は能登半島地震 (2024年)の被災者に対し、避難先の自治体窓口でも再設定を可能とするよう対応した。
2024年7月25日、利用者証明用電子証明書暗証番号の初期化・再設定作業が、コンビニエンスストア等で可能となった。マイナンバーカードが読み取り可能なスマートフォンと署名用電子証明書パスワードが必要。
宮崎県都城市は、2025年2月より確定申告会場で暗証番号再設定を可能とした。

### 顔認証マイナンバーカード（暗証番号設定無しカード）
2023年7月4日、松本剛明総務大臣は、電子証明書を搭載しつつ暗証番号を設定しない形でのマイナンバーカードを11月頃より発行する計画を発表した。これは、認知症などで暗証番号の管理に不安がある者、福祉施設での一括管理や代理交付の際の代理人の負担軽減を意図したもの。マイナ保険証としての利用時は顔認証にて照合する（顔認証で照合できない場合は医療機関職員が目視等にて確認する）。暗証番号の設定が無いため、その他のマイナンバーカード機能、例えばマイナポータルの利用、コンビニ交付サービス等は利用できない。現状、マイナンバーカードの各機能の中で顔認証方式・目視確認方式を採用しているものはマイナ保険証のみであり、事実上、マイナ保険証機能に限定したカードとなる。
2023年10月13日、本件を実施するための省令改正について、総務省が意見募集を開始した。名称は「顔認証マイナンバーカード」となり、12月導入開始見込み。12月15日省令改正を経て導入開始。交付数は2024年2月末時点で9,313件。

### 顔認証
マイナ保険証において、顔認証技術を使用している。これはICチップ内に持つ顔写真情報と、端末のカメラから得た顔情報を照合・認証するもの。医療機関向けのカードリーダーは複数のメーカーから製造・出荷されているが、顔認証の精度は厚生労働省が統一的な要件を定めている。2020年4月制定の『顔認証付きカードリーダーにおいて満たすべき要件』では、他人受入れ率（FMR、誤合致率）が0.01％の時に本人拒否率（FNMR、誤非合致率）を0.6％以下とすることを定めている（次期顔認証付きカードリーダーの基準は、#次期顔認証付きカードリーダー を参照）。また、第三者機関（アメリカ国立標準技術研究所 (NIST) 等）における顔認証精度の評価結果か、当該顔認証エンジンの導入実績等の提示も必要となる。
- 他人受入れ率（FMR、False Matching Rate、誤合致率） - 本人と異なる顔で照合した結果の内、“同じ顔”と判断される確率。FAR（False Acceptance Rate）、偽陰性、第二種過誤[125]。
- 本人拒否率（FNMR、False Non-Matching Rate、誤非合致率） - 本人の顔で照合した結果の内、“異なる顔”と判断される確率。FRR（False Rejection Rate）、偽陽性、第一種過誤[125]。

一般に、他人受入れ率（FMR、誤合致率）を下げようとする（認証精度を厳格にする）と、本人拒否率（FNMR、誤非合致率）が上がってしまう（本人の顔でも “異なる” と判定してしまう確率が上がってしまう）。医療機関向けカードリーダーでは、他人受入れ率が0.01％（1万人に1人）の精度の中で、本人拒否率を0.6％（1,000人中6人＝約167人に1人の割合）以下に抑えるよう求めている。このため、1日の受診患者が167人規模の医院や病院では、毎日のように本人拒否が発生することになる。その場合は顔認証を再実施する。再認証は10回まで可能。「本人」であるにも関わらず10回連続で拒否される確率は、もし独立事象と仮定すれば16710＝約168垓7192京分の1だが、１度本人拒否が発生すれば、同条件での再試行では再び本人拒否が発生するため、独立事象という仮定は誤りであり、単純な１０乗を取る左記の計算は誤りである。顔認証はマスク着用状態でも判定されるが、カードリーダーメーカーは、再認証の際は念のためマスク・眼鏡・帽子等を外すよう呼び掛けている。
マイナ保険証の顔認証技術は、ICチップ内に持つ顔写真情報を照合の基礎としており、平面情報のみである。AppleのFace IDのような深度も含めた立体構造での照合は行われない。よって顔写真のコピーでも認証されてしまうという報道もある。#次期顔認証付きカードリーダー では、このようなプレゼンテーション攻撃も防御できることが要件となっている。

#### 次期顔認証付きカードリーダー
2025年2月17日、厚生労働省は『次期顔認証付きカードリーダーにおいて満たすべき要件』を公表した。現行の顔認証付きカードリーダーとの主な差異は下表のとおり。
|                   | 現行カードリーダー                                                | 次期カードリーダー | 備考                                                           |
| ----------------- | ----------------------------------------------------------------- | --- | -------------------------------------------------------------- |
| 患者側カメラ      | なりすましを防止できること                                        | ISO/IEC 30107-3 で定義されるレベル1のプレゼンテーション攻撃を防御可能であること。一つの攻撃方法において、突破率1%未満であること | なりすまし防止に関し、現行機は具体的な基準は示していなかった   |
| IC カードリーダー | IC カード TypeB PC/SC に準拠、非接触型                            | IC カード TypeB PC/SC に準拠、非接触型 - 2026年以降に発行が予定されている次期マイナンバーカードに対応すること - 在留カードと一体化したマイナンバーカードに対応すること - マイナンバーカードの機能が搭載されたスマートフォン（iPhone、Android）に対応すること |                                                                |
| 顔認証機能        | FMR（誤合致率）0.01％の時に FNMR（誤非合致率）0.6％以下とすること | FMR（誤合致率）0.01％の時に FNMR（誤非合致率）0.3%以下（0.1%以下を推奨）とすること | 次期機は、現行機より2倍（6倍を推奨）の精度向上が求められている |

### 磁気ストライプ
マイナンバーカードには、ICチップだけでなく磁気ストライプも実装されている。印鑑登録証カードの登録機や読み取り機等、自治体が従来より所有していた機器の継続利用を可能とすることが主な目的。自治体が、必要な情報（印鑑登録証番号や図書館利用者番号等）を磁気ストライプ部へ記録し、印鑑登録証カード、図書館カード等として使用することができる。利用自治体は、デジタル庁が公開する「自治体におけるマイナンバーカードの活用事例」のうち「磁気ストライプ」と表記されたもの。ほとんどが印鑑登録証カードとしての利用である。

### マイナンバーカードのセキュリティ対策
- マイナンバーカードのICチップに格納する情報の限定[9][137]
- カード内の公的個人認証アプリケーションや券面事項確認アプリケーション、券面事項入力補助アプリケーションなど、それぞれへの条件や暗証番号等のアクセス権情報の設定[9][137]
- アプリケーションファイアウォールによるカード内のアプリケーションの独立[9][137]
- 偽造や不正な読み出しを目的とした不正行為に対応するための対抗措置（耐タンパー性）[9][137][138]
  - 物理的読出対策 - 光が当たるとメモリ内容消去、メモリ回路素子が表面から観察できない、電圧異常やクロック異常等の検知で動作停止、メモリ素子の物理配置ランダム化＆暗号化により解読不可
  - ICチップの電力消費量や処理時間などを測定・解析することへの対策 - 消費電力や処理時間を攪拌（かくはん）することで、読み取った信号の統計的な解析を困難にする
- 暗証番号の入力試行回数の制限（一定回数連続して失敗すると本人や委任状を持った人が役所にて初期化する必要がある。#暗証番号の失念・再設定 を参照）
- ISO／IEC15408認証の取得[9][137]
- レーザーエングレーブやマイクロ文字など、券面の偽変造を防止するための加工[9][137]。

### その他のセキュリティ対策
- （紛失等による）マイナンバーカードの一時利用停止が24時間365日できるコールセンターの運営[139]

### 偽造対策
2023年以降、券面を偽造されたマイナンバーカードを用いた犯罪が発生している（ マイナンバーカード関連の事件・不祥事#券面偽造 を参照）。河野太郎デジタル大臣は、2024年5月10日の会見でICチップ読取による確認を推奨すると共に、目視による偽造確認のポイントを紹介し、マイナンバーカードを用いて本人確認をする事業者に対し、券面右上のパールインキで印刷されたマイナちゃんの背景の色が見る角度によって緑色や桃色に変化するチェックポイント等を周知するための事務連絡を関係省庁に通知した。5月14日の会見では、地方公共団体情報システム機構 (J-LIS) が無償提供しているWindows PC用の確認ソフト「個人番号カード対応版券面事項表示ソフトウェア」を紹介すると共に、今後スマートフォンアプリでの提供を検討すると述べた。
2024年6月26日、アイ・オー・データ機器は自社製のICカードリーダー用に「マイナカードチェッカー」を公開した。後日、iPad・Androidタブレット版をリリース。同年11月18日、キヤノンマーケティングジャパンは、公的個人認証も取り入れたマイナンバーカード等の真贋鑑定ソリューションを発表した。みずほ銀行へ導入する。2025年2月4日、ACSiONが真贋判定ソリューションを発表。SBI新生銀行、横浜銀行へ導入する。同年4月21日、フライトソリューションズが本人確認ソリューションを発表。ソフトバンクショップが採用した。同年8月1日、KDDIがauショップ等にてLIQUID eKYCを用いたICチップ読み取りを導入した。

#### 対面確認アプリ
2024年7月23日、デジタル庁は「マイナンバーカード対面確認アプリ」を発表した。

## スマートフォン対応
#スマートフォンへの電子証明書搭載、および #全てのマイナンバーカード機能のスマホ搭載 が順次進められている。

### スマートフォンへの電子証明書搭載
2023年5月11日、スマートフォンに電子証明書が搭載可能となった。「スマホ用電子証明書」と称する。これは #暗証番号、パスワード で挙げられた4つのアプリケーション（AP）のうちJPKI-APのみをスマートフォン内に持つものであり、公的個人認証法に基づく。マイナンバー法の個人番号カード（マイナンバーカード）には該当せず、個人番号（マイナンバー）も利用しない。スマホ用電子証明書は、マイナンバーカード内の電子証明書と同等の最高位の身元確認保証レベル (IAL3) を持つ。

#### スマホ用電子証明書のシステム仕様
スマホ用電子証明書は、スマートフォン内の安全領域とされる「GlobalPlatform Secure Elements」（GP-SE）へ格納される。同領域のデータは他のアプリやOSさえもアクセス出来ない強固な安全性を持つ。一方でスマホ用電子証明書は、端末の初期化でも削除されない。機種変更等で端末を手放す際は自身で電子証明書の失効手続きを行なうことが、公的個人認証法で義務付けられている。失効手続きを行なわなかったとしてもパスワードが分からなければ第三者による悪用は無いが、スマートフォン所持者の法的義務および万全を期すため、デジタル庁や、メルカリ、ヤフオク!、PayPayフリマ、ゲオらは、スマートフォンを売却や出品する際は電子証明書の失効手続きを欠かさぬよう呼び掛けている。後継の「iPhoneのマイナンバーカード」は、iPhoneの初期化を行なうことでマイナンバーカード領域も安全に消去される。
スマートフォン内のGP-SEと外部サーバー（Trusted Service Manage）の間の通信には、国際標準に準拠したセキュアチャネルプロトコル（SCP03、Secure Channel Protocol 3）を使用し、通信経路途中でのデータの盗聴防止対策を講じている。
GP-SEへの格納について、総務省が始めに立ち上げた「スマートフォンへの利用者証明機能ダウンロード検討サブワーキンググループ」（2015年11月から2018年6月まで）では、SIMカードのセキュアエレメント (SE) への情報格納を志向していた。しかし携帯電話事業者は、SIMカードの第三者への開放を縮小／廃止する方向であった。そのため2020年11月に新たに開始した「マイナンバーカードの機能のスマートフォン搭載等に関する検討会」では、「モバイルFeliCa」のセキュアエレメント (FeliCa-SE) へ格納するよう方針を変更した。その後、FeliCa-SEはGlobalPlatformに準拠したものであることを明確にするため、呼称を「GP-SE」へ変更し、同領域への格納が決定した。
スマホ用電子証明書の搭載は、Android端末の機種ごとにメーカーによる検証、およびデジタル庁による第三者検証が必要。後者（デジタル庁検証）に時間を要しており、2024年12月時点では、新機種発売開始からスマホ用電子証明書の対応機種に認定されるまで「数ヶ月待ち」という状況になっている。

#### Android端末への搭載
2023年5月11日、Android OSの認定機種に限って、利用者証明用電子証明書、署名用電子証明書のみ搭載が可能となった。Android端末への全てのマイナンバーカード機能の搭載時期は、2026年秋ごろの予定。

#### iPhoneへの搭載
iPhoneにもSecure Elementは搭載されている。しかしApple以外による利用が認められていなかったため、開放にはiOSの改修が必要とされていた。Secure Elementは2024年8月に、iOS 18.1から解放された。
2022年12月15日、岸田文雄首相は来日中のApple社のティム・クックCEOへ、iPhoneへの搭載を直接要請した。クックCEOは「取り組みたい」と回答したが、搭載時期は未定であり、実現は2024年以降の見通しと報じられた。2023年4月25日、河野太郎デジタル大臣はiOS搭載について「やりますよという話は決まっておりますので、あとは時期の問題だと思います。」と述べた。その後、河野大臣は、iPhoneへの対応について8月8日「働きかけをしているところ」、12月1日「鋭意努力しているところ」と述べた。2024年3月1日には「春または6月くらいのタイミングで何らかのアナウンスが行なわれる可能性がある」と報じられた。3月5日、河野大臣は会見で「多くの方がお待ちかねのiPhoneへのスマホ搭載も頑張っているところだ。もうちょっとお待ちいただきたい」と述べた。笑顔で語ったと報じられている。3月22日、河野大臣は会見で、2025年の確定申告時期には間に合わせるよう自らAppleへ念押しした旨を述べた。5月10日、iPhoneへの搭載は電子証明書単体ではなく後掲のmdocを用いた実装になり、デジタル庁の公開情報から、リリース時期は10月頃だろうと報じられた。
2024年5月30日、岸田文雄首相とティム・クックCEOがオンライン会談を行ない、iPhoneへマイナンバーカード機能を搭載することを確認した。同日、林芳正内閣官房長官およびApple社から公表された。これは電子証明書のみならず、iPhoneのWalletへ #全てのマイナンバーカード機能のスマホ搭載 を実現するもの。リリース時期は「2025年春の後半」とされている。河野大臣が従前目処としていた「2025年の確定申告時期」よりは後のリリースとなった。2025年4月1日リリースのiOS 18.4にて、Walletへマイナンバーカード機能を搭載する予測が報じられたが、同バージョンでの搭載は見送られた。6月6日の記者会見において平将明デジタル大臣は、6月24日から提供を開始すると発表。6月24日、予定通りiPhoneで全てのマイナンバーカード機能の搭載が可能となった。対象はiOS 18.5に対応した全てiPhone。当初公表していた「2025年春の後半」から遅延したことについては、安全性を重視したためとしている。開始から1週後の6月30日時点で、約66万5千人が登録した。Android向けのスマホ用電子証明書は、開始から2年経過した2025年5月末時点で約30万6千人。

#### スマホ用電子証明書搭載の経緯
- 2015年6月30日：第3次安倍内閣にて「日本再興戦略改訂2015」[212]および「世界最先端IT国家創造宣言」（2015年版）[213]を閣議決定。「2019年中の利用者証明機能のスマートフォンへのダウンロード実現」が明記された[注 50][注 51]。
- 2015年11月9日：総務省「個人番号カード・公的個人認証サービス等の利活用推進の在り方に関する懇談会[172]」の配下に「スマートフォンへの利用者証明機能ダウンロード検討サブワーキンググループ」を設置。2018年6月30日まで継続。
- 2017年5月30日：第3次安倍内閣 (第2次改造)にて「世界最先端IT国家創造宣言・官民データ活用推進基本計画」（2017年版）を閣議決定。「利用者証明機能のスマートフォンへのダウンロード実現」を、2016年度から2017年度の実証実験結果を受け、法改正を経て、2019年中に実現を図ると明記された[注 41]。
- 2020年11月10日：総務省にて、「マイナンバーカードの機能のスマートフォン搭載等に関する検討会[174]」が発足。2022年4月15日「マイナンバーカードの機能のスマートフォン搭載等に関する検討会 第2次とりまとめ」を公表[162]。2022年度末（2023年3月末）からのサービス開始が示された[214]。
- 2020年12月25日：「デジタル・ガバメント実行計画」（2020年版）が閣議決定[215]。別添1「マイナンバー制度及び国と地方のデジタル基盤の抜本的な改善に向けて（国・地方デジタル化指針）」の中で、下記の日程が示された。
  1. 2020年度末まで：具体的在り方について検討
  2. 2021年の通常国会：公的個人認証法の改正案を提出
  3. 2021年度末まで：技術検証・システム設計
  4. 2022年度中：実現
- 2021年5月12日：デジタル改革関連法案の一つ「デジタル社会の形成を図るための関係法律の整備に関する法律」にて公的個人認証法（電子署名等に係る地方公共団体情報システム機構の認証業務に関する法律）の改正が可決、成立[216][217]。法律面でスマートフォンへ利用者証明用電子証明書、署名用電子証明書の搭載が可能となった。同法は、2023年4月1日施行[注 52]。
- 2022年10月13日：河野太郎デジタル大臣が、2023年5月11日からAndroidスマートフォンによるサービス提供を開始すると発表。従来より政府が示していた「2022年度末」を超えることについては、提供開始には一度システム停止を伴うためゴールデンウィーク後の日程になったと述べた[注 53]。
- 2023年5月11日：Androidスマートフォンへの電子証明書搭載サービス開始。
- 2023年5月11日：マイナポータルの利用
- 2023年7月13日：引っ越しサービス[218]
- 2023年12月20日：コンビニ交付サービス[219][220]。12月20日に東京都内のファミリーマート[221]とローソン[222]で限定開始[223][224][225]。2024年1月22日から左記のコンビニチェーン全国約3万の店舗で利用可能となった[226][227]。セブン-イレブンは今後可能となる見通し[228]。
- 2024年2月14日：dアカウントの本人確認で利用可能となる[229][230]
- 2024年11月14日：セブン-イレブンでのコンビニ交付サービス[231]
- 2025年1月：e-Taxによる確定申告（2024年分の申告）[232][233][234]

### 全てのマイナンバーカード機能のスマホ搭載
電子証明書のみならず全てのマイナンバーカード機能をスマートフォンへ搭載し、さらに利便性を上げることが計画されている。2024年3月5日、政府は「情報通信技術の活用による行政手続等に係る関係者の利便性の向上並びに行政運営の簡素化及び効率化を図るためのデジタル社会形成基本法等の一部を改正する法律案」を閣議決定し第213回国会へ提出した。左記法案の中でマイナンバー法を改正し、「カード代替電磁的記録」という定義を新設。移動端末設備（スマートフォン）に対してマイナンバーカード記載事項（氏名、氏名の振り仮名（予定）、住所、生年月日、性別、個人番号）および顔写真情報を搭載可能とした。左記法案は5月31日、可決・成立。2025年4月1日施行。
iPhoneについて2025年6月24日に提供開始。Android端末については、6月6日の平将明デジタル大臣の会見では提供時期未公表。6月13日閣議決定の2025年版『デジタル社会の実現に向けた重点計画』では「2026年秋頃」と記されている。

#### 技術仕様
2023年8月28日、デジタル庁は「マイナンバーカード機能等のスマートフォンへの搭載に係る実証事業（技術検証・要件検討）」の公募を実施した。その調達仕様書には下記の技術を用いることが記されている。
- ISO/IEC18013-5:2021に規定されているmdoc Data modelを活用して、mdocファイルにマイナンバーカードの情報を格納し、発行・管理する
- ISO/IEC 23220に規定されているモバイルeIDに準拠
- 合わせて既存のスマホ用電子証明書発行で使用しているSP-TSM (Service Provider - Trusted Service Manager) 等も改修

ISO/IEC18013-5:2021は、モバイル運転免許証 (mDL、en:Mobile driver's license) に関する国際規格。運転免許証に限らず、広くデジタル身分証（デジタルID）の国際規格でもある。ISO/IEC 23220はモバイルeIDの国際規格である。
2024年4月16日、デジタル庁は「マイナンバーカード機能等のスマートフォンへの搭載に係る実証事業に伴う暗号方式の委託研究」の公募を実施した。その調達仕様書で、ハイブリッド暗号方式 (HPKE, Hybrid Public Key Encryption) を用いることが記されている。
電子証明書は、暗号化方式として256ビット以上の楕円曲線DSAを用いる。#次期マイナンバーカード で採用予定の仕様を先取りしたものとなっている。

#### 効果・利便性・プライバシー保護
電子証明書に加え券面記載事項がスマートフォン内へ搭載されることで、カードからデータを読み取ることなく、スマートフォン内の情報（カード代替電磁的記録と電子証明書）のみでできるオンライン手続きが増えると期待されている。例としてオンラインでの口座開設手続きが実物のカード無しで完結する等が挙げられている。対面の場でも、カード代替電磁的記録から氏名等を提示し、実物のカード無しでの本人確認が可能となる。「マイナンバーカード対面確認アプリ」も、2025年7月中旬からカード代替電磁的記録に対応する。8月5日対応開始。その他、セルフレジでの年齢確認、マイナ保険証としての利用が例示されている。
デジタルIDウォレットは、各場面においてそのシーンで必要な情報のみを提示することが可能。例えば、「20歳以上かどうか」「当該市に居住しているかどうか」等のみを提示し、その他の個人情報（氏名、性別、住所、生年月日）は提示しないことができる。対面で身分証を示す場合に比べ、プライバシー保護の観点で有効的とされている。
前掲のAndroidスマホ用電子証明書が、端末の初期化とは別に電子証明書の無効化処理が必要なのに対し（ #スマホ用電子証明書のシステム仕様 を参照）、「iPhoneのマイナンバーカード」は、iPhoneの端末初期化を行なうことでマイナンバーカード領域（セキュアエレメント領域）も安全に消去される。
2025年6月24日のiPhone対応開始時点では、マイナ免許証には対応していない。

#### 安全性
スマートフォンへの搭載は、読み出しに生体認証が必要であること、紛失時は「探す」あるいはカードデータの「リモート消去」が可能であることから、物理カードの携行よりも安全性が高いと言われている。
またWalletからマイナンバーカードを呼び出す際は、必ず生体認証（Face IDまたはTouch ID）を用いる。他のWallet搭載情報（クレジットカード等）のようなパスコード入力による呼び出しはできないよう制限されている。
スマートフォンへ搭載されたマイナンバーカード情報（カード代替電磁気記録）を扱うアプリケーションソフトウェアは、政府（デジタル庁）が審査し、認定が必要である（マイナンバー法第18条の3）。読み取りプログラムを勝手に開発することはできない。

#### デジタル資格者証
全てのマイナンバーカード機能のスマホ搭載後、順次、国家資格を「デジタル資格者証」としてスマートフォンへ搭載可能となる。mdoc形式でマシンリーダブルな方法を採用する。

#### スマートフォンへの搭載状況
- iOS端末 (iPhone) - 2025年6月24日に、Appleウォレットへ搭載（#iPhoneへの搭載 を参照）
- Android端末 - Google Walletへも技術的には搭載可能であるが、リリース時期は未定[279]。「2026年秋頃」の搭載を目指す[注 42]

#### 民間サービスの対応
- 2025年
  - 6月24日 - パナソニック コネクトが、iPhoneのマイナンバーカードに対応した本人確認プラットフォームを発表[280]
  - 6月24日 - ポケットサインが、iPhoneのマイナンバーカードに対応した本人確認プラットフォームを発表[281]
  - 7月3日 - フライトソリューションズが、iPhoneのマイナンバーカードに対応した本人確認プラットフォームを発表[282]
  - 7月28日 - 野村総合研究所が、iPhoneのマイナンバーカードに対応した本人確認プラットフォームを発表[283]
  - 8月1日 - メルカリが、本人確認手段でiPhoneのマイナンバーカードに対応[284][285]
  - 8月4日 - Liquidが、iPhoneのマイナンバーカードに対応した本人確認プラットフォームを発表[286][287]

#### 全てのマイナンバーカード機能のスマホ搭載の経緯
- 2020年12月25日 - 『デジタル・ガバメント実行計画（2020年改定）』にて初めて構想を明記[注 57]
- 2021年11月9日 - 内閣官房行政改革推進本部が開催した令和3年度秋の行政事業レビューにて、デジタル庁が『マイナンバーカードの機能のスマートフォン搭載等について』を公表[注 58]
- 2023年
  - 6月9日 - 2023年版『デジタル社会の実現に向けた重点計画』へ記載[注 59]
  - 8月9日 - 『マイナンバー制度及びマイナンバーカードに関する政策パッケージ』へ記載[注 60]
  - 10月5日 - デジタル庁の有識者会議『マイナンバーカードの機能のスマートフォン搭載に関する検討会[288]』の、第4回会議で議題に掲載
- 2024年
  - 5月31日 - 全てのマイナンバーカード機能のスマホ搭載を可能とする「情報通信技術の活用による行政手続等に係る関係者の利便性の向上並びに行政運営の簡素化及び効率化を図るためのデジタル社会形成基本法等の一部を改正する法律[289]」が可決、成立[242][290]。2025年4月1日施行[注 54]
  - 8月2日 - デジタル庁が「デジタル資格者証」の構想を発表[277][278]
- 2025年
  - 2月17日、デジタル庁が付随する政省令改正のパブリックコメントを実施[291][292]。法律と合わせ4月1日施行[注 61][293]
  - 5月9日、警察庁が、犯罪収益移転防止法において、カード代替電磁気記録を用いた本人確認方法を規定する政令改正のパブリックコメントを実施[294]。6月24日公布・施行[注 62][295]。
  - 5月12日、デジタル庁が、公金受取口座管理法および預金口座管理法において、カード代替電磁気記録を用いた本人確認方法を規定する政令改正のパブリックコメントを実施[296][297]。6月24日公布・施行[注 63][注 64][298][299]。
  - 5月17日、総務省が、携帯電話不正利用防止法において、カード代替電磁気記録を用いた本人確認方法を規定する省令改正のパブリックコメントを実施[300]。6月24日公布・施行[注 65][301]
  - 5月17日、総務省が、付随する省令改正のパブリックコメントを実施[302][303]。7月4日公布・施行[注 66][注 67][304][305]。
  - 6月24日 - iPhoneへ搭載開始[206][209]
  - 6月24日 - コンビニ交付での利用開始[306][307][308]
  - 7月以降 - マイナ保険証での利用開始[309]。iPhoneへの搭載以降、一部の医療機関から開始し順次拡大する計画[注 68][310]（本件は当初は2024年4月開始予定とされていた[注 69][311][312][313]）
  - 7月 - スマートフォンでのマイナ保険証利用について、一部医療機関（病院3、医科診療所4、歯科診療所2、薬局2）で実証事業開始予定[314][315]。同月1日、関東圏の15の医療機関（病院4、医科診療所7、歯科診療所2、薬局2）で開始。7月1日から18日、および8月4日から15日の2期間で実施[316]
  - 8月5日 - マイナンバーカード対面確認アプリが、iPhoneのマイナンバーカードに対応。iOS版のみ[261][317]
  - 9月 - 全て医療機関へ、スマホ対応の機能開放（医療機関側の採用は任意）[318][319]
- 2026年
  - 秋 - Android端末への搭載を目指す[注 42]

## 沿革
- 2015年（平成27年）10月23日～11月下旬 - 市区町村から、順次、住民に個人番号の通知書（通知カード）が簡易書留で郵送される[320]。
- 2016年（平成28年）
  - 1月 - マイナンバーカードの交付を開始[320]。
  - 1月 - 公的個人認証・ICチップを民間に開放[320]。
- 2017年（平成29年）11月13日 - マイナポータルの本格運用を開始[321]。
- 2019年（平成31年・令和元年）
  - 1月 - e-Taxのログインでマイナンバーカードの利用が可能になる[322]。
  - 5月24日 - 第198回国会にて「情報通信技術の活用による行政手続等に係る関係者の利便性の向上並びに行政運営の簡素化及び効率化を図るための行政手続等における情報通信の技術の利用に関する法律等の一部を改正する法律案」が可決・成立[323]。5月31日公布[324]。デジタル手続法、デジタルファースト法と呼ばれる[325]。マイナンバーカード関連では、下記の改正が行われた[326][327]。
    1. 利用者証明用電子証明書で、暗証番号入力を要しない方式を開始（公布から1年以内に施行）
    2. 通知カードを廃止し、マイナンバーカードへの移行促進を図る（公布から1年以内に施行 → 2020年5月25日施行[注 70]）
    3. 国外転出者（在外日本人）に対して、マイナンバーカード・電子証明書の利用を可能とする（公布から5年以内に施行 → 2024年5月27日施行[注 71][328][329]）
- 2020年（令和2年）
  - 5月25日 - 通知カードを廃止[注 70]。以後、マイナンバー新規取得者への通知は、個人番号通知書によって行われる[330]。
- 2021年（令和3年）
  - 3月4日 - マイナ保険証の試行運用を11都府県の19医療機関・薬局にて開始[331]。同年10月20日より本格運用を開始[332]。
  - 5月12日 - 第204回国会にてデジタル改革関連法案が可決、成立[333][334]。5月19日公布[335]。マイナンバーカード部分に関する制定・改正内容は下記のとおり
    1. 郵便局での電子証明書更新業務を可能とする[217] → 公布日施行（ #マイナンバーカード及び電子証明書の更新 を参照）
    2. デジタル庁を設置。マイナンバーカード、マイナポータルの所管が総務省からデジタル庁へ移管される（9月1日施行）[336]
    3. 公金受取口座登録制度の創設[337]
    4. スマートフォンへの電子証明書搭載[217] → 2023年4月1日施行[注 52]
- 2022年（令和4年）
  - 4月1日 - 2018年（平成30年）6月に、成年年齢を18歳に引き下げること等を内容とする「民法の一部を改正する法律」が成立し、この日から施行。マイナンバーカードの有効期限等も変更された。
  - 10月13日 - 河野太郎デジタル大臣が、マイナンバーカード関連の今後の計画について、以下の3点を発表した[338]。
    1. 2024年秋に、従来の健康保険証を廃止しマイナ保険証へ一本化　（→ マイナ保険証 を参照）
    2. 2024年度末までの早い時期に、運転免許証とマイナンバーカードを一体化（従来の運転免許証は廃止しない）　（→ マイナ免許証 を参照）
    3. 2023年5月11日から、スマートフォンへの電子証明書搭載を開始　（→ #スマートフォン対応 を参照）
- 2023年（令和5年）
  - 6月2日 - 第211回国会にて「行政手続における特定の個人を識別するための番号の利用等に関する法律等の一部を改正する法律[339]」が可決、成立[340][341]。6月9日公布[342]。左記はいわゆる「束ね法案」であり、マイナンバー法の他、関連する各法が改正された。マイナンバーカード部分に関する制定・改正内容は下記のとおり[343]。
    1. 公布日に施行
      - 郵便局でのカード交付を可能とする（→ #マイナンバーカードの申請や交付が困難な者への対応 を参照）

    2. 公布日から1年3ヶ月以内（2024年9月8日まで）に施行 → 2024年5月27日施行[注 72][328][329]
      - 在外公館でのカード交付を可能とする
      - 暗証番号（PINコード）無しでのマイナンバーカードかざし利用を可能とする
      - 年金受給口座を、公金受取口座として登録可能とする（→公金受取口座 を参照）

    3. 公布日から1年6ヶ月以内（2024年12月8日まで[344]）に施行 → 2024年12月2日施行[注 73][345]
      - 保険資格確認を「マイナ保険証」へ一本化し、現行の健康保険証を廃止（医療保険各法から保険証発行に関する記述を削除[注 74]。資格確認書の発行を新設[注 75]）
      - 新生児やカードを紛失した者等、速やかに交付が必要な場合を対象に「特急発行・交付」の仕組みを創設[注 76]
      - 乳児に対するカードについて、顔写真を不要とする

    4. 公布日から2年以内（2025年6月8日まで）に施行 → 2025年5月26日施行[注 77]
      - カード記載事項に「氏名の振り仮名」を追加（戸籍における氏名の振り仮名の追記を受けて。外国人は戸籍を有しないため対象外になる）

    5. 公布日から3年以内（2026年6月8日まで）に施行
      - 電子署名関連の改正

- 2024年（令和6年）
  - 5月31日 - 第213回国会にて「情報通信技術の活用による行政手続等に係る関係者の利便性の向上並びに行政運営の簡素化及び効率化を図るためのデジタル社会形成基本法等の一部を改正する法律[289]」が可決、成立[290]。6月7日公布[242]。左記法案の中でマイナンバー法も改正された。改正内容は以下のとおり[346]。
    1. 公布日から1年以内に施行 → 2025年4月1日施行[注 54]
      - マイナンバーカード機能のスマートフォンへの搭載

    2. 公布日から5年以内（2029年6月6日まで）に施行
      - #次期マイナンバーカード 導入に必要な措置。券面記載事項から性別の表記を削除する

  - 6月15日 - 第213回国会にて「出入国管理及び難民認定法等の一部を改正する法律[347]」が可決、成立[348][349]。公布から2年以内に施行。左記法案の中で出入国管理及び難民認定法が改正された。マイナンバーカードと一体化した「特定在留カード」が創設された[350][351]。
- 2025年（令和7年）
  - 5月16日 - 第217回国会にて「行政手続における特定の個人を識別するための番号の利用等に関する法律及び住民基本台帳法の一部を改正する法律[352]」が可決、成立[353][354]。5月23日公布[355]。国家資格管理でのマイナンバー活用について、対象資格を拡大した。公布から1年3ヶ月以内に施行。

## 発行対象・方法

### 発行対象、申請方法
マイナンバー（数字12桁の番号そのもの）は2015年11月までに、住民票があるすべての者（国民と外国人）に付番されている。マイナンバー（個人番号）を持つ者は、年齢にかかわらず誰でも、マイナンバーカードを持つことができる。在外日本人は国内に住民票が無く、マイナンバーカードを持つことができなかったが、2024年5月から交付可能となった。
2020年5月24日までに発行された「通知カード」、または2020年5月25日以降に発行された「個人番号通知書」から申請することで、マイナンバーカードの交付を受けることが出来る。新生児は、出生届を届けて住民票が作成されてから約1か月後に、世帯主あてに個人番号通知書が届けられる。これを用いて新生児のマイナンバーカードを申請することができる。既に「通知カード」や「住民基本台帳カード」を所持している場合は、マイナンバーカードの交付を受ける際に市区町村へ返納する必要がある。

### 発行者、交付者
マイナンバーカードは住民が、直接または地方自治体を介して地方公共団体情報システム機構 (J-LIS) へ申請し、J-LISが作成・発行する。作成者・発行者は地方自治体ではない。その上で、交付は地方自治体が行なう。交付者はその自治体の市町村長である。

### 交付方法

#### 対面交付の原則と身元確認保証レベル
マイナンバーカードは、法令により、申請者本人が役所等へ来庁し、自治体職員が対面で本人確認の上で交付することが定められている。これによってマイナンバーカードは、「行政手続におけるオンラインによる本人確認の手法に関するガイドライン」（2019年2月15日、各府省情報化統括責任者 (CIO) 連絡会議決定）が規定する身元確認保証レベル (Identity Assurance Level) において３段階中最高位 (IAL3) の身分証明書に位置付けられている。
具体的には、「行政手続におけるオンラインによる本人確認の手法に関するガイドライン」の最終ページ「別表Ｃ」にあるように、
- 対面で登録すること
- 公的な写真付き身分証明書１種の提示
- 申請情報の公的な台帳（住民票など）照合
- 重複登録ではないことの確認

を行えば、身元保証レベルは最高位(IAL3)となる。
同ガイドラインはアメリカ国立標準技術研究所 (NIST) のガイドライン「Digital Identity Guidelines (NIST Special Publication 800-63-3)」とも整合性を持ったもの。そこから、マイナンバーカードの電子証明書を用いたオンライン手続き（公的個人認証サービス）もIAL3相当の行為と見なされている。また、マイナンバーカードの電子証明書から生成されたスマートフォン用電子証明書も、同様にIAL3相当である。

#### 対面確認の種類
交付を受けるためには、運転免許証、日本国旅券（パスポート）などの公的身分証明書を市町村・特別区の窓口に持参し、窓口で対面による本人確認を受ける必要がある。後掲の通り、デジタル学生証等も認められている。この本人確認を申請時に行なう「申請時来庁方式」と、交付時に行なう「交付時来庁方式」がある。申請時来庁方式の場合はその段階で本人確認が済んでいるため、カードの交付は郵送であることが多い。申請時来庁方式は必ずしも庁舎での受付に限らず、出張申請受付も多用されている。一方で申請時来庁方式は、顔写真を取り違えてカードを発行（郵送）するといった単純ミスも発生している。（→「マイナンバーカード関連の事件・不祥事#顔写真取り違え・誤交付」を参照）
交付時来庁方式の場合は、発行されたマイナンバーカードを受け取る際に、役所の専用端末で各種の暗証番号・パスワードを登録する。申請時来庁方式の場合は、申請した暗証番号・パスワードをあらかじめ設定された状態で本人へカードが届けられる。利用者電子証明書や署名用電子証明書については、申請時に「利用しない」にチェックを入れた場合は発行されない。15歳未満の者に署名用電子証明書は原則発行されない。
本人確認は、従来は「書類」を提出することとなっていたが、施行規則を改正し、2024年5月20日からデジタル学生証等、「電磁的記録に記録された事項を移動端末設備（スマートフォン）の映像面に表示したもの」でも可能となった。

### 特急発行
新生児や急を要する者へ、1週間以内（最短5日）にJ-LISから申請者へ直接送付する制度。2024年秋までに開始する → 2024年12月2日施行。特急発行の対象者は以下の者。
1. 1歳未満の新生児（施行令第13条第3項第1号）
2. 国外から転入した者（施行令第13条第3項第2号）
3. カードを紛失した者（施行令第13条第3項第3号）
4. 転入や出生等以外の理由で住民票に新たに記載された者（命令第22条の2第3項第1号）
5. 新たに住民票に記載された中長期在留者等（命令第22条の2第3項第2号）
6. 個人番号又は住民票コードの変更により個人番号カードが失効した者（命令第22条の2第3項第3号）
7. 個人番号カードが焼失し若しくは著しく損傷し、又は個人番号カードの機能が損なわれたことにより個人番号カードの再交付を求める者（命令第22条の2第3項第4号）
8. 追記欄の余白がなくなったことにより個人番号カードの再交付を求める者（命令第22条の2第3項第5号）
9. 刑事施設に収容されていた者（命令第22条の2第3項第6号）

特急発行のうち、有償発行のものについては手数料が加算される。

### マイナンバーカードの申請や交付が困難な者への対応
多くの住民にマイナンバーカードを交付すべく、下記の取り組みが行なわれている。
- 代理交付 - 2023年3月31日、事務処理要領を改訂し、代理交付の要件と疎明資料の範囲を大きく拡充・明確化。柔軟に交付できる体制に変更した[371]
- 施設での管理など - 2023年8月7日、デジタル庁・厚生労働省・総務省は、合同で「福祉施設・支援団体向けマイナンバーカード取得・管理マニュアル」を作成[375][376][377]。自治体職員が福祉施設へ赴く出張手続、代理人申請の方法、施設でのカードの管理方法等を列記した。厚生労働省にて推進中[378]。地方自治体の中には、施設でのカードの一括申請に対して謝礼金を支払うところも存在する[379]。
- 認知症や管理困難者への対応 - 2023年11月から、#顔認証マイナンバーカード（暗証番号設定無しカード） の発行を開始する
- 郵便局での交付 - 指定された郵便局を役所とオンラインで接続し、自治体職員の本人確認の上で交付を可能とする[371]。2023年6月2日、「地方公共団体の特定の事務の郵便局における取扱いに関する法律」（郵便事務取扱法）が改正され対応可能となった（公布・施行6月9日）[注 80]。2024年2月21日、イオンモール都城駅前内郵便局で全国初実施[380][381][382][383][384]。同郵便局は2022年に電子証明書更新業務でも、全国で初めて実施した。（#マイナンバーカード及び電子証明書の更新 を参照）

過去には、自治体職員以外の者が本人確認行為を実施する案も検討されたが、いずれも制度化は見送られている（下記）。
- 郵便局員 - 2022年10月、総務省が検討していることが報じられた[385]。郵便局員を非常勤の公務員とする方法。検討の結果、上掲のとおり郵便局と役所をオンラインで接続し、本人確認はあくまでも自治体職員が行なう事を維持した[386][387]
- 高齢者施設の施設長やケアマネージャー - 2022年12月、政府内において検討していることが報じられた[388][389]。「マイナンバーカードと健康保険証の一体化に関する検討会 専門家ワーキンググループ」で検討されるとしていた。検討の結果、上掲のとおり代理交付や自治体の出張手続を拡充することとし、施設長やケアマネージャーが本人確認行為をする案は見送られた

### 受刑者への交付
2023年9月、収容中の受刑者へのマイナンバーカードの交付に制約があることが報じられた。マイナンバーカード発行開始前の2015年9月28日付けで法務省矯正局が全国の刑務所へ発信した事務連絡において、「釈放後に取得すれば足りる」「便宜を図る必要は無い」と書かれていたことが原因。長期の受刑者の場合、運転免許証は失効することがあり、健康保険証も廃止予定であることから、特に釈放予定者が出所前に公的な身分証明書をあらかじめ取得しておくことは、円滑な社会復帰において重要な要素とされている。
2023年10月31日、法務省矯正局は通知を改め、希望する者に対して刑務所は必要な支援をするよう求めた。住民票が消除されている受刑者は、刑務所の所在地を当人の住所とすることも可能。申請では自治体職員が刑務所を訪問し出張受付することや、交付では家族らによるカードの代理受領が困難な場合は刑務官らが受け取ることを示している。

### 在外公館での交付
従来、海外赴任等により日本国内での住民票登録が無くなると、マイナンバーカードも連動して失効する扱いであった。2024年5月27日より、日本国籍とマイナンバーを有するが日本国内に住民票登録が無い海外在住者も、在外公館でマイナンバーカードの申請・交付が可能となった。この場合の住所地は、戸籍の附票に基づいて設定される。

## カード等の有効期限

### 日本国籍を有する住民の場合
|                  | カードの有効期限 | 利用者証明用電子署名書 | 署名用電子証明書 |
| ---------------- | ---------------- | ---------------------- | ---------------- |
| 18歳以上         | 10回目の誕生日   | 5回目の誕生日          | 5回目の誕生日    |
| 15歳以上18歳未満 | 5回目の誕生日    | 5回目の誕生日          | 5回目の誕生日    |
| 15歳未満         | 5回目の誕生日    | 5回目の誕生日          | ×（原則なし）    |

マイナンバーカードの有効期間は、18歳以上の者の発行の日から10回目の誕生日まで、18歳未満の者は容姿の変化が大きいことから、顔写真を考慮して5回目の誕生日までとなっている。2つの電子証明書の有効期間は、発行の日から5回目の誕生日までである。

### 外国籍（非日本国籍）住民の場合

#### 永住者・高度専門職第2号・特別永住者
外国人住民のうち、永住者、高度専門職第2号および特別永住者は、日本国民の場合と同じである。

#### それ以外の外国籍者
一方、永住者、高度専門職第2号以外の中長期在留者や一時庇護許可者、仮滞在許可者などの者は、在留資格や在留期間があることから有効期間も異なるが、申請に基づき、マイナンバーカードの有効期間を変更することが可能である。在留期間の延長を行った場合は、券面記載事項の変更が必要である。

### マイナンバーカード及び電子証明書の更新
上掲のとおり、マイナンバーカード更新手続きにはマイナンバーカード自体の更新と電子証明書のみの更新の2種類がある。期限を迎える者に対し、有効期限の2～3ヶ月前を目途に有効期限通知書が送付される。
更新手続きは無料である（紛失、破損、顔写真変更希望等による再交付は有料。カード本体800円、電子証明書200円。それらを #特急発行 で交付を受ける場合は、手数料が通常料金よりも1,000円加算される）。2024年1月11日、J-LIS（地方公共団体情報システム機構）は、能登半島地震 (2024年)の影響でカードを紛失・破損し再発行する場合、または電子証明書の有効期限までに来庁できず失効し電子証明書を再発行する場合は手数料を徴収しないと発表した。
マイナンバーカード自体の有効期限が近づいた場合は、有効期限通知書の案内に沿って申請を行い新たなカードの交付を受ける。電子証明書のみの有効期限が近づいた場合は、有効期限内のマイナンバーカードおよび本人確認書類と有効期限通知書を持って役所で手続きをする。
2021年5月12日、「地方公共団体の特定の事務の郵便局における取扱いに関する法律」（郵便事務取扱法）が改正され（公布・施行5月19日）、郵便局で電子証明書の更新が可能となった。その後、2022年5月10日、宮崎県都城市の「イオンモール都城駅前内郵便局」において、全国で初めて電子証明書の更新業務を開始した。同郵便局は2024年に本人確認・交付業務でも、全国で初めて実施した。（#マイナンバーカードの申請や交付が困難な者への対応 を参照）

### 更新者急増対策
マイナンバーカードの発行枚数は、マイナポイント事業を開始した2020年から急増している。5年が経過した2025年より、電子証明書の更新件数が急増すると見込まれている。また、2016年発行開始のカード本体の更新（10回目の誕生日）と合わせ、2024年度が約900万件（カード260万件、電子証明書640万件）だったのに対し、2025年度は約2,790万件（カード1,210万件、電子証明書1,580万件）に上ると見られる。2025年4月8日開催の「デジタル技術を活用した効率的・効果的な住民基本台帳事務等のあり方に関するワーキンググループ（第1回）」で総務省が示した想定更新件数は以下のとおり。
|          | カード   | 電子証明書 |
| -------- | -------- | ---------- |
| 2024年度 | 280万件  | 690万件    |
| 2025年度 | 1200万件 | 1580万件   |
| 2026年度 | 590万件  | 1430万件   |
| 2027年度 | 710万件  | 2100万件   |

一方、2023年度は、電子証明書に関して277万件の有効期限通知書を送付し、実際に利用者証明用電子証明書を更新したのは199万件であった。78万件（送付全体の28%）は、未更新のまま電子証明書が有効期限切れとなったのではないかと見られている。2025年度以降も電子証明書失効者の多発が懸念されている。
これらに対しデジタル庁と厚生労働省は、マイナポータルログイン時やマイナ保険証の顔認証カードリーダー使用時に、電子証明書の有効期限切れ3ヶ月前からアラートを表示する機能を実装した。また2025年5月16日、デジタル庁はHPにて改めて有効期限と更新に関する周知を図っている。

### 廃止・失効
交付されたマイナンバーカードが廃止・失効するケースは以下のとおり。
- 有効期限満了（マイナンバー法第17条6項）
- その他政令で定める場合（マイナンバー法第17条6項、法施行令第14条）
  - 国外転出し継続利用手続きをしないとき（法施行令第14条1項）
  - 転出届提出後、転入届を14日以上未提出（法施行令第14条2項）
  - 転出届を提出し、転入届提出後、マイナンバーカードの継続利用手続きを90日以上未実施（法施行令第14条3項）
  - 住民票が消除されたとき（法施行令第14条4項）[注 87]
  - 住民票コードの修正が行われたとき（法施行令第14条5項）[注 88]
  - 個人番号を変更した場合における、変更前のマイナンバーカード（法施行令第14条6項）
  - 国外居住でマイナンバーカードを所持していた者が国内へ転入し、転入届を14日以上未提出（法施行令第14条7項）
  - 国外居住でマイナンバーカードを所持していた者が国内へ転入し、マイナンバーカードの継続利用手続きを90日以上未実施（法施行令第14条8項）
  - 国外居住でマイナンバーカードを所持している者の戸籍の附票が消除されたとき（法施行令第14条9項）
  - 国外居住でマイナンバーカードを所持している者が券面記載事項変更のために一旦国内の市区町村（戸籍の付票の所在自治体）へ提出し、変更後のカードを期日までに受け取らなかったとき（法施行令第14条10項）
  - 本人の死亡（法施行令第14条11項）[注 19]
  - 住民基本台帳法の適用を受けない者となったとき（法施行令第14条12項）
  - 本人の意思による返納（紛失・破損の届出を含む）（法施行令第14条13項）
  - 錯誤等が判明し、返納を命じたもの（法施行令第14条14項）

2023年7月7日、総務省は、マイナンバーカードの交付開始以降、2023年6月30日時点までの総廃止枚数は492万枚だったと発表。総務省は内訳を「1.死亡」、「2.有効期限切れ」、「3.紛失」、「4.更新に伴うもの」、「5.国外転出」、「6.本人希望・その他」に分類している。その中の「6.本人希望・その他」には、「A) 本人の希望」、「B) 転入届出から90日経過後も継続利用処理が行われていない」、「C) 外国人住民が在留期間満了前に在留期間の短縮によりカードを廃止」、「D) 引っ越しを重ねたことにより、マイナンバーカード追記欄の余白が埋まったための再発行」が挙げられる。「6.本人希望・その他」は左記のAからDを合わせて3月末時点で42万枚、5月末時点で45万枚。6月末時点で47万枚だった（いずれも交付開始以降の累計）。
2023年7月18日、総務省は立憲民主党からのヒアリングの場で、6月1ヶ月間における全国12市町の抽出調査結果を発表（個別の自治体名は非公開。総人口は230万人余り）。上掲の「6.本人希望・その他」全247件のうち、「A) 本人の希望」に該当するものは97件（39%）だった。7月21日、松本剛明総務大臣は、このサンプル調査について対象の拡大や継続をするつもりは無いと述べた。

## 他のカード等との違い

### 住民基本台帳カード

#### 券面
マイナンバーカードは、顔写真入りの住民基本台帳カード「Bタイプ」には記載されなかったマイナンバーが記載されている。住民基本台帳カードの場合、氏名のみが表示され、住所、生年月日、性別、顔写真を券面に表示しない「Aタイプ」を選ぶことができたが、マイナンバーカードにそのようなタイプはない。
証明写真の規格は日本国旅券と同じ基準とサイズが適用され、証明写真に使える写真基準も、旅券申請用の写真規格と同じ基準となり、申請出来る写真規格が厳格化された。
住民基本台帳カードは市区町村により様式が異なり、第三者は真贋の見分けが困難であったが、マイナンバーカードは全国共通の仕様である。

#### 利用
マイナンバーカードの電子証明書は、住民基本台帳カードと異なり、都道府県や行政機関、民間などで利用が可能になった。住民基本台帳カードにはなかった利用者証明⽤電子証明書がICチップに格納されている。

#### 発行手数料
マイナンバーカードは、住民基本台帳カードと異なり、希望者に無料で交付される。日本国政府は、多くの市区町村が交付手数料を徴収したことが、住民基本台帳カードの普及を妨げた要因の一つと分析している。そのため、マイナンバーカードの発行に要する費用は、日本国政府の予算で手当てし、本人の金銭負担を解消させた。

#### 交付事務の区分
通知カードの作成業務は、全国の市町村・特別区が地方公共団体情報システム機構へ委託した。マイナンバーカードは住民が直接または地方自治体を介してJ-LISへ申請し、J-LISが作成・発行する。作成者・発行者は地方自治体ではない。
交付は地方自治体が行なう。住民基本台帳カードの交付事務は市区町村の自治事務であったが、マイナンバーカードの交付事務は法定受託事務である。

#### 有効期限
日本国籍を持つ住民の場合、住民基本台帳カードの有効期間は一律、発行日から10年であった。マイナンバーカードの有効期限は、18歳以上は発行日からその後10回目の誕生日まで、18歳未満は発行日からその後5回目の誕生日までとなる。電子証明書の有効期限は年齢にかかわらず発行から5回目の誕生日までである。
|                            |                            | 住民基本台帳カード                                       | 住民基本台帳カード                                       | マイナンバーカード                          |
| Aタイプ                    | Bタイプ                    |                                                          |                                                          | マイナンバーカード                          |
| -------------------------- | -------------------------- | -------------------------------------------------------- | -------------------------------------------------------- | ------------------------------------------- |
| 交付開始                   | 交付開始                   | 2003年（平成15年）8月 （2015年（平成27年）12月交付終了） | 2003年（平成15年）8月 （2015年（平成27年）12月交付終了） | 2016年（平成28年）1月                       |
| 保有者                     | 保有者                     | 希望者                                                   | 希望者                                                   | 希望者                                      |
| 交付方法                   | 交付方法                   | 市区町村の窓口で本人確認・手交                           | 市区町村の窓口で本人確認・手交                           | 市区町村の窓口で本人確認・手交              |
| 交付事務の区分             | 交付事務の区分             | 自治事務                                                 | 自治事務                                                 | 法定受託事務                                |
| 発行手数料                 | 発行手数料                 | 有料・無料（市区町村による）                             | 有料・無料（市区町村による）                             | 当面は無料（紛失再発行は有料）              |
| 有効期限（日本国籍の場合） | 有効期限（日本国籍の場合） | 発行日から10年後                                         | 発行日から10年後                                         | 発行日から10回目（18歳未満は5回目）の誕生日 |
| 材質                       | 材質                       | プラスチック                                             | プラスチック                                             | プラスチック                                |
| ICチップ                   | ICチップ                   | あり                                                     | あり                                                     | あり                                        |
| 記録される情報             | 氏名                       | 券面のみ                                                 | 券面&IC                                                  | 券面&IC                                     |
| 記録される情報             | 外国人の通名               | 券面のみ                                                 | 券面&IC                                                  | 券面&IC                                     |
| 記録される情報             | 住所                       | なし                                                     | 券面&IC                                                  | 券面&IC                                     |
| 記録される情報             | 生年月日                   | なし                                                     | 券面&IC                                                  | 券面&IC                                     |
| 記録される情報             | 性別                       | なし                                                     | 券面&IC                                                  | 券面&IC                                     |
| 記録される情報             | 個人番号                   | なし                                                     | なし                                                     | 券面&IC                                     |
| 記録される情報             | カードの有効期限           | 券面&IC                                                  | 券面&IC                                                  | 券面&IC                                     |
| 記録される情報             | 顔写真                     | なし                                                     | 券面&IC                                                  | 券面&IC                                     |
| 記録される情報             | 住民票コード               | ICのみ                                                   | ICのみ                                                   | ICのみ                                      |
| 記録される情報             | 公的個人認証の証明書       | ICのみ                                                   | ICのみ                                                   | ICのみ                                      |
| 記録される情報             | 点字                       | 券面（希望者のみ）                                       | 券面（希望者のみ）                                       | 券面（希望者のみ）                          |

## 今後の活用予定
2025年6月13日、第6回「デジタル社会推進会議」が開催され、2025年版の『デジタル社会の実現に向けた重点計画』を決定した。同日閣議決定。以下は、2025年版重点計画に記載されているマイナンバーカード関連の重点政策である。
- 2025年度
  - 9月以降 - マイナ保険証のスマートフォン対応[309][310]
  - 医療費助成受給者証とマイナンバーカードの一体化。2026年度に全国展開
  - マイナンバーカードを活用した救急業務の円滑化。2026年度に全国展開
  - 電子版母子健康手帳。2025年度にガイドライン策定、2026年度に普及を目指す
- 2026年度
  - 4月1日 - 携帯電話不正利用防止法における非対面での本人確認を、原則として公的個人認証へ一本化（マイナンバーカードの利用#携帯電話契約での公的個人認証の必須化 を参照）
  - 氏名の振り仮名およびローマ字表記をマイナンバーカードへ記載
  - 秋 - Android端末への実装を目指す[注 42]
  - #外国人在留カードとの一体化
  - 介護保険証とマイナンバーカードの一体化
- 2027年度
  - 4月1日 - 犯罪収益移転防止法における非対面での本人確認を、原則として公的個人認証へ一本化
  - 4月1日 - 携帯電話不正利用防止法、犯罪収益移転防止法における対面での本人確認でICチップ読取を義務化
- 2027年度以降 - 技能士資格情報や、技能講習修了証明書、建設キャリアアップカードなどの情報を、マイナンバーカード・マイナポータルへ取り込む
- 2028年度 - #次期マイナンバーカードの導入[注 90]
- 時期未定
  - 在外選挙人名簿登録申請手続におけるマイナンバーカードの活用
  - モバイル運転免許証の実現[434]

## 次期マイナンバーカード
マイナンバーカードを刷新することが計画されている。2023年2月に一部で報道され、2023年6月9日、2023年版『デジタル社会の実現に向けた重点計画』にて正式に掲げられた。2023年9月7日、デジタル庁内に「次期個人番号カードタスクフォース」が組成された。2024年3月18日に最終とりまとめを決定・公表した。切り替え時期に関し、2023年版『デジタル社会の実現に向けた重点計画』や左記タスクフォースではマイナンバーカード発行開始から10年目となる2026年を目指していたが、2025年6月13日閣議決定の2025年版『デジタル社会の実現に向けた重点計画』において2028年度へ延期した。

### 更改の項目・論点
タスクフォース第1回資料では、新カード導入に向け、多岐にわたる論点が掲げられた。
1. 券面記載事項：氏名、生年月日、性別、住所、マイナンバー（個人番号）の表記要否。通名・旧姓の扱い、氏名の振り仮名の扱い、ローマ字表記、生年月日の表記（西暦和暦の併記か西暦のみなど）、追記欄の記載領域拡大など
2. 技術仕様：公開鍵暗号方式の変更（RSA暗号から楕円曲線DSAへ変更）、電子証明書有効期間の10年化、現在3つある暗証番号（数字4桁）の一本化など
3. 発行体制：#特急発行 の体制整備、身元保証レベル IAL3 を維持した中でのカード更新オンライン化（来庁不要化）の可否検討、現行電子証明書（有効期間5年）のオンライン更新の可否検討など
4. 公証名義：現行カードの発行者名は市区町村長であることに対し、国や総務大臣の表記を加えるか
5. その他：ICチップ空き領域の容量増加、磁気ストライプ廃止の可否、PIN UNLOCK KEY (PUK) の導入、 電子証明書失効理由の細分化（「死亡」を判別できるようにする）、「マイナンバーカード」（個人番号カード）の名称変更検討など

### 次期カードの変更内容
2023年11月21日、次期個人番号カードタスクフォースの第2回会議にて中間とりまとめ骨子が示された。11月27日から12月8日までの期間にパブリックコメント（意見募集）を行ない、12月26日、公募結果を公表した。同12月26日、第3回会議にて中間とりまとめを決定、2024年3月18日、第4回会議にて最終とりまとめを決定した。合わせて新しいカードのデザイン案も公表された。5月31日、マイナンバー法に明記されている券面記載事項の部分について、法改正が可決成立（#沿革 を参照）。現カードと次期カードの比較は下表のとおり。
|              | 現行カード                                                                     | 次期カード                                                         | 備考 |
| ------------ | ------------------------------------------------------------------------------ | ------------------------------------------------------------------ | --- |
| 券面記載事項 | 氏名、生年月日、住所、顔写真を記載                                             | 同左                                                               | 官民様々な場面で利用されるため |
| 券面記載事項 | 性別を記載                                                                     | 記載しない                                                         | ICチップ内には格納。マイナンバー法改正案を国会へ提出した                                                                                  |
| 券面記載事項 | マイナンバーを裏面に表記                                                       | 同左                                                               | 官民様々な場面で利用されるため |
| 券面記載事項 | 通名・旧姓を記載                                                               | 同左                                                               | 旧姓は本人が希望する場合のみ |
| 券面記載事項 | 氏名振り仮名を追記欄に記載                                                     | 追記欄ではなく券面記載へ変更                                       | 現カードでの左記項目の追記欄記載は、今後実施予定                                                                                          |
| 券面記載事項 | 希望者のみ氏名ローマ字を追記欄に記載                                           | 追記欄ではなく券面記載へ変更                                       | 現カードでの左記項目の追記欄記載は、今後実施予定。氏名ローマ字はパスポートの表記と一致させる                                              |
| 券面記載事項 | 生年月日は和暦表記。西暦による表記は希望者のみ追記欄に記載                     | 生年月日の表記を西暦化。和暦表記廃止                               | 現カードでの左記項目の追記欄記載は、今後実施予定                                                                                          |
| 券面記載事項 | 追記欄と臓器提供意思表示欄                                                     | 追記欄を拡大し臓器提供意思表示欄を裏面へ移動                       | 追記欄が小さく記載が一杯になってしまうことを考慮                                                                                          |
| 券面記載事項 | 券面デザイン                                                                   | 見直しを検討。デザイン案を公表                                     | |
| 技術仕様     | RSA 2048ビットによる暗号化                                                     | 楕円曲線DSA (ECDSA 384 - 192ビットセキュリティ) を採用             | RSA-2048は2030年末までの利用終了が求められている                                                                                          |
| 技術仕様     | 電子証明書の有効期限5年                                                        | 有効期限の10年化                                                   | |
| 技術仕様     | 4種のAPが存在（#暗証番号、パスワード を参照）。パスワードも4種存在             | AP・パスワードとも2種に再編                                        | 「認証AP」と「券面等AP」の2種へ再編 |
| 発行体制     | 有効期限の3ヶ月前から更新申請可能。有効期限は10回目の誕生日                    | 有効期限の1年前から更新申請可能。有効期限は10回目の誕生日の1ヶ月後 | 混雑緩和のため。また、更新忘れ防止のため                                                                                                  |
| 発行体制     | 自治体職員による対面交付                                                       | 同左                                                               | IAL3を維持するため（ #対面交付の原則と身元確認保証レベル を参照）                                                                         |
| 公証名義     | 住民票の属する市区町村長名義                                                   | 「日本国 JAPAN」の記載を加える                                     | 国の保証の下に発行されていることを明確化するため                                                                                          |
| その他       | 磁気ストライプを実装                                                           | 同左                                                               | 図書館カードや印鑑登録証として使用している自治体が存在するため また、将来的に銀行キャッシュカード機能での使用も想定する                   |
| その他       | PUK (PIN UNLOCK KEY) 無し                                                      | PUKを新設                                                          | 暗証番号ロック時に自治体窓口へ来庁する手間を無くす                                                                                        |
| その他       | 電子証明書失効理由「affiliationChanged」に「死亡」と「海外転出」が混在している | 同左。国際標準に準ずる                                             | 2024年5月27日から海外在住者もマイナンバーカードの継続所持が可能となったことから、実質的に「海外転出」を理由とした失効は無くなると見られる |
| その他       | 呼称「個人番号カード（マイナンバーカード）」                                   | 変更を検討。広く国民へ公募する                                     | “マイナンバー” を使用しない用途でも、マイナンバー（個人番号）を用いていると誤認されるおそれ                                               |

### 切替日
次期マイナンバーカード導入は、タスクフォース第1回資料では切替日を “2026年10月（仮）” と仮置きしていた。その後、2025年版『デジタル社会の実現に向けた重点計画』の工程表では「次期個人番号カードの導入を目指す時期」として “2028年度第4四半期”（2029年1月）と記した。仮に2029年1月1日を切替日とした場合、2019年12月までに交付を受けた者は、ケースによって有効期限が2028年12月までの誕生日となり、現行仕様のカードで更新することになる。
| 交付日                                                      | 有効期限       | 更新カードの仕様 |
| ----------------------------------------------------------- | -------------- | ---------------- |
| 2018年12月以前                                              | 2028年12月以前 | 現行仕様         |
| 2019年1月以降2019年12月まで、かつ、当年の誕生日到来前に交付 | 2028年12月以前 | 現行仕様         |
| 2019年1月以降2019年12月まで、かつ、当年の誕生日到来後に交付 | 2029年1月以降  | 新仕様           |
| 2020年1月以降                                               | 2029年1月以降  | 新仕様           |

2028年12月以前に現行仕様でカード更新を行なった場合も、さらに10年後まで待たず、5年後（2030～2033年）の電子証明書更新時に新仕様のカードへ切り替える運用が計画されている。

## 周知・広報
- 2022年12月20日から翌年3月31日 - 『SPY×FAMILY』とのコラボレーションキャンペーンを実施[456][457]
- 2024年2月16日から - 『できます。が増えてます。マイナンバーカード』キャンペーンを実施。テレビCM、デジタル広告、屋外広告等を展開[458][459]
- 2025年3月17日から - テレビCM『便利を、安心とともに。マイナンバーカード。』篇を放映開始[460]

## 世論調査・報道の動向

### 世論調査
2023年7月実施のNHK世論調査では、マイナンバーの利用範囲を拡大する政府の方針に対し、全体では賛成：35%、反対：49%だったが、18歳から39歳の世代では賛成：53%、反対：35%と賛成が過半数であった。従来の健康保険証を廃止しマイナンバーカードへ一体化させる政府の方針についても、若い世代（18歳-31歳）ほど「予定どおり廃止すべき」との回答（全世代平均22%に対し、若い世代33%）が多い傾向があった。しかし、若い世代でも「廃止の方針を撤回すべき」との回答（全世代平均35%、若い世代34%）の方が1%多かった。
この傾向は2023年6月実施の朝日新聞の全国世論調査でも同様で、健康保険証とマイナンバーカードの一体化（賛成／反対）、マイナンバーの利用範囲拡大（期待／不安）、政府のトラブル対応（適切／不適切）のいずれも、若い世代ほど好感を示し、高齢世代は反発している。
2023年7月実施の共同通信社全国世論調査もマイナンバーカードの保有意向を調査した。他の調査結果と同様に、若年層（30代以下）は73.5％が保有・所持する意向を示すが、高年層（60代以上）は58.4％に下がっている。ジャーナリスト佐々木俊尚は、高齢層のこの傾向はテクノフォビアであろうと分析している。

### 政争化や報道への批判
ICPF情報通信政策フォーラムでのシンポウジムによると、マイナンバーカードの登録ミスは0.07%であること、住基ネットの最高裁判決のために「データ分散管理」する複雑なシステムが作られた。しかし、国民には最高裁判決による制限など関係ないので、「マイナポータルは使いにくい」と批判する流れなっている。日本経済新聞の大林尚記者はこれを解きほぐす責任の一端はメディアにもあると述べている。日本経済新聞はコロナ禍の「デジタル敗戦」を受けて、デジタル庁をつくった日本で、マイナカードが政争の具になっていることを報道している。
アメリカ人経済アナリストのジョセフ・クラフトは、欧米の感覚からすると、1億数千万人へ普及しようとすると当然トラブルは起こるものとし、カードの総数に対する僅かなミスへの過度な批判はおかしいと指摘している。ノーミス前提社会（ノーミス社会）はイノベーションを阻害し、日本社会の弱点であると問題視している。
アメリカ人タレントパックンは、マイナンバーカードを持っていると住民票が必要なときに役所に取りに行かずにコンビニで発行出来るなど、「マイナカードあれば、結構便利になってきてるんですよ」と語っている。彼は2023年7月時点で9730万枚のマイナンバーカードが発行されているため、ミス0は難しく、アメリカなど海外ではミスは起こるものの、発生ごとに訂正することでより良いシステムにしていると語っている。そして、日本がノーミス主義のままでは、「全部ちゃんとならないとダメというと日本のデジタルは遅れていく」と批判している。制度移行中なので様々なタイプのミスが発生自体はしているものの、「日本はノーミス主義が高まり過ぎている」と指摘し、国際弁護士の山口真由も「そう思います」と同意している。
石川智久日本総合研究所上席主任研究員は、「日本のメディアの報道では旧来の制度の問題が報道されず、政治闘争の道具にされている。マイナンバーカードのメリットとデメリット、改善状況などを判断する必要がある」とし、報道に偏りがあると指摘している。
経済学者高橋洋一によると、2023年5月末時点でマイナンバーカード関連のトラブルは以下の4つに類型化され、1-2は利用者のミス、3は健康保険組合のミス、これらは作業の自動化で減らせるタイプの人為的ミスだとしている。そして、4は「システムに負荷がかかったときに、エラーが出ずに前の情報で処理される」とシステム問題でマイナンバー所有者には何の落ち度もなく、システム会社が責任を負うべきミスだと分類している。
1. 公金受取口座における家族（親）の口座登録・（他人の）誤登録
2. マイナポイントの誤付与
3. マイナ保険証の誤登録
4. コンビニにおける別人の証明書の発行（システム問題）[474]

(1)の申請者が子女のマイナカード登録口座を家族名義口座で登録してしまったケースは13万件であり、公金受取口座全体5400万件中の0.2％である。デジタル庁は「登録者本人と異なる名義の口座を公金受取口座として登録することはできません」と案内しているものの、子供の銀行口座を作っていない親が代わりに自分の口座を登録したこと、マイナンバーカード情報の氏名登録は「漢字のみ」で金融機関は「カタカナふりがなのみ」でシステムでの照合が出来ないために起きている。
そして、家族ではない者による誤登録は748件で0.001％である。家族ではない者の誤登録は、自治体の支援窓口の共用端末で発生している。原因としては、マイナポータルの利用者が自分の手続きを終えた後にログアウトしなかったこと、同端末で次に手続きした利用者がそのまま手続きしたこと、これらによって前の利用者のアカウントに次の利用者の口座情報が上書きされたことにある。（2）も前の利用者が共用端末でログアウトせず、次の利用者がそのままマイナポイント付与の登録をしたことで起きている。
(3)は7000件あり、マイナカードへの登録全体の0.0056％である。こちらの原因は、健康保険組合が健康保険証とマイナンバーカードをひも付けする際に、同姓同名の他人や生年月日が同じ他人を登録したことで起きたものである。高橋は「ミスが無い方が良いものの新しいことを始める時には避けられない」とし、「マスコミは全体からするとレアなミスを大きく報道して煽る」と批判している。新制度移行時における一時的なミス、移行しないときの永続的なデメリットの双方を比較考慮すると良いと述べている。